# Prekop kralja Abdulaha
Prekop kralja Abdulaha je največji sistem namakalnih kanalov v Jordaniji in poteka vzporedno z vzhodnim bregom reke Jordan. Pred tem je bil znan kot glavni kanal Vzhodni Ghor, preimenovan pa je bil leta 1987 po jordanskem kralju Abdulahu I. .

## Vodni viri in tehnične lastnosti
Glavni vodni vir za prekop kralja Abdulaha (PAC) sta reka Jarmuk in vodnjaki Al-Mukhaibeh v dolini Jarmuk: dlje proti jugu dodatna voda priteka iz Wadi el-Araba in iz reke Zarka ter njen zbiralnik za jezom kralja Talala. Kot rezultat mirovne pogodbe med Izraelom in Jordanijo iz leta 1994 se nekaj vode reke Jarmuk sezonsko hrani tudi v Galilejskem jezeru in se prenaša skozi cev. Projektna zmogljivost prekopa je 20 m³ / sekundo na severnem vhodu in 2,3 m³ / sekundo na njenem južnem koncu. Voda teče gravitacijsko na dolžini 110 km in sega v višino od približno 230 metrov pod morsko gladino do skoraj -400 metrov. Kanal dobavlja vodo za namakanje in 90 milijonov kubičnih metrov / leto pitne vode za Veliki Aman preko kanala Deir Allah-Amman, ki je bil zgrajen v dveh fazah sredi 1980-ih let in v začetku 2000-ih. Reka Zarka vsebuje mešanico prečiščene odpadne vode in naravnega pretoka vode, ki vpliva na kakovost vode nizvodno od dotoka reke Zarka v PAC.

## Zgodovina
Prekop je bil zasnovan leta 1957 in je bil zgrajen v fazah. Gradnja se je začela leta 1959, prvi odsek pa je bil dokončan leta 1961. Do leta 1966 je bil dokončan predvodni del do Wadi Zarka. Prekop je bil dolg 70 km, nato pa je bil med leti 1969 in 1987 trikrat podaljšan. ZDA so prek Agencije Združenih držav za mednarodni razvoj (USAID) financirale začetno fazo projekta, potem ko so izrecno zagotovila jordanska vlada, da Jordanija ne bo odvzela več vode iz Jarmuka, kot ji je bila dodeljena v skladu s Planom Johnston (Jordan Valley Unified Water Plan) . Vključen je bil tudi v kasnejše faze.
Prvotni prekop je bil del večjega projekta - projekta Veliki Jarmuk, ki je predvideval dva rezervoarja za jezom na Jarmuku in bodoči prekop West Ghor na Zahodnem bregu Jordana. Ta drugi kanal ni bil nikoli zgrajen, ker je Izrael med šestdnevno vojno leta 1967 zasedel Zahodni breg in ga vzel Jordaniji. Po šestdnevni vojni je Palestinska osvobodilna organizacija (PLO) delovala iz oporišč znotraj Jordanije in izvedla več napadov na izraelska naselja v dolini Jordana, vključno z napadi na vodne objekte. Izrael se je odzval z racijami v Jordaniji, da bi poskusil kralja Huseina prisiliti v PLO. Prekop je bil tarča vsaj štirih teh napadov in je bil praktično izključen iz delovanja. Združene države so posegle v reševanje konflikta. Prekop je bil popravljen, potem ko se je Hussein zavezal ustaviti PLO dejavnosti na tem območju.